# غرايم بيرد
غرايم بيرد (19 أغسطس 1950 في أستراليا - )  (بالإنجليزية: Graeme Beard)‏ هو لاعب كريكت أسترالي. شارك مع منتخب أستراليا الوطني للكريكت. أما مع النوادي، فقد لعب مع فريق جنوب ويلز الجديد للكريكت ‏.

## وصلات خارجية
- غرايم بيرد على موقع إي آس بي آن كريك إنفو (الإنجليزية)